# José Vallejo Rodríguez
José Vallejo Rodríguez (León, 30 de julio de 1934 - 19 de marzo de 2008), fue un futbolista español de los años 50 y 60.

## Equipos como jugador
| Club                        | País   | Años        | Part | Goles |
| --------------------------- | ------ | ----------- | ---- | ----- |
| Cultural Leonesa B          | España | 1952 - 1953 | ?    | ?     |
| Cultural Leonesa            | España | 1953 - 1956 | 82   | 38    |
| Atlético de Madrid (Cedido) | España | 1956 - 1958 | 24   | 3     |
| Real Avilés CF (Cedido)     | España | 1958 - 1959 | 25   | 6     |
| Racing de Ferrol (Cedido)   | España | 1959 - 1960 | 26   | 5     |
| Cultural Leonesa            | España | 1960 - 1961 | 30   | 4     |
| Pontevedra CF               | España | 1961 - 1968 | 171  | 29    |
| Celta de Vigo               | España | 1968 - 1969 | 4    | 3     |

## Equipos como entrenador
| Club             | País   | Años        |
| ---------------- | ------ | ----------- |
| Cultural Leonesa | España | 1971 - 1973 |

- Datos: Q42607050